# Mahendraparvata
Mahendraparvata a Khmer Birodalom egy elpusztult városa, amelynek maradványait 2013 júniusában fedezték fel újra Kambodzsa Sziemreap tartományában, Phnom Kulen hegyén. A romváros kiterjedése egyelőre ismeretlen, megalapítása pedig a feltételezések szerint akár Angkor születését is megelőzte.

## Felfedezése
A várost egy ausztrál kutatócsoport fedezte fel, amikor repülőről, lézeres műszerekkel vizsgálták a térség domborzatát. Számos templomot, utak és csatornák feltételezett nyomát, illetve feltételezett temetkezési helyeket találtak.